# Sifeddine Larbaoui
Sifeddine Larbaoui (en arabe : سيف الدين لعرباوي), né le 30 juin 2002, est un joueur algérien de badminton.

## Carrière
Sifeddine Larbaoui est médaillé d'argent par équipe mixte aux Jeux africains de 2019 à Rabat ainsi qu'au Championnat d'Afrique de badminton par équipes mixtes 2021 à Kampala et médaillé de bronze au Championnat d'Afrique de badminton par équipes mixtes 2023 à Johannesbourg. 
Il est médaillé de bronze en double hommes avec Mohamed Abdelaziz Ouchefoun et en double mixte avec Yasmina Chibah aux Jeux panarabes de 2023 à Alger.
Il est médaillé d'or aux Championnats d'Afrique de badminton par équipes 2024 au Caire et au Championnat d'Afrique de badminton par équipes mixtes 2025 à Douala.